# 羅克霍爾茲 (肯塔基州)
羅克霍爾茲（英語：Rockholds）是位於美國肯塔基州惠特利縣的一個人口普查指定地區。

## 人口
根據2020年美國人口普查的數據，羅克霍爾茲的面積為3.08平方千米，當中陸地面積為3.08平方千米，而水域面積為0.00平方千米。當地共有人口330人，而人口密度為每平方千米107.14人。